# Olaf II. (Isle of Man)

Das Königreich der Inseln um 1200. Rot die zum Königreich der Isle of Man gehörenden Inseln.

Olaf II. (auch Olaf der Schwarze; eigentlich Olaf Godredsson) (* 1173 oder 1174; † 21. Mai 1237 auf der St. Patrick’s Isle) war ein norwegisch-schottischer Magnat. Er war König von Man und König der Inseln.

## Herkunft und Herrschaft über Lewis
Olaf entstammte der Familie der Godfreysons, die seit dem 11. Jahrhundert die Herrschaft auf der Isle of Man ausübte. Dabei stand die Insel wie die anderen westschottischen Inseln unter der Oberherrschaft der norwegischen Könige. Olaf war ein Sohn von König Godred Olafsson und dessen Frau Fingola. Sein Vater hatte verfügt, dass Olaf als sein ältester ehelicher Sohn sein Nachfolger als König werden sollte. Beim Tod seines Vaters im November 1187 war Olaf aber erst um die dreizehn Jahre alt. Aufgrund seiner Minderjährigkeit entschieden sich die Bewohner der Isle of Man Anfang 1188, nicht ihn, sondern seinen älteren, aber unehelichen Halbbruder Ragnvald als König anzuerkennen. Ragnvald überließ Olaf die Herrschaft über die zum väterlichen Erbe gehörende nordwestschottische Insel Lewis, wobei er die Oberherrschaft behielt. Mit den Einkünften von der kargen Insel war Olaf unzufrieden, wandte sich Olaf 1207 oder 1208 an den norwegischen König Inge Bårdsson, um sein Erbrecht durchzusetzen. Ragnvald erfuhr davon und ließ ihn gefangen nehmen. Entgegen der Tradition ließ er seinen Halbbruder und Rivalen aber nicht verstümmeln, sondern übergab ihn als Gefangenen dem schottischen König Wilhelm I. Sieben Jahre lang blieb Olaf in schottischer Gefangenschaft, ehe Wilhelm I. kurz vor seinem Tod 1214 die Freilassung aller seiner Gefangenen anordnete. Der neue König Alexander II. setzte den Wunsch seines Vaters um. Nach einer anderen Version wurde Olaf freigelassen, nachdem Ragnvald sich mit Ruairi von Argyll verbündet hatte. Als Rivale von Ragnvald sollte Olaf auf Man für Unruhe sorgen. Olaf konnte auf jeden Fall nach Man zurückkehren, wo er sich seinem Bruder unterwarf. Von dort brach er wenig später zu einer Pilgerreise nach Santiago de Compostela in Nordspanien auf. Nach seiner Rückkehr versöhnte er sich mit Ragnvald, der ihn mit Lauon, einer Schwester seiner eigenen Frau verheiratete. Dann überließ er Olaf wieder die Isle of Lewis, über die er aber weiterhin die Oberherrschaft beanspruchte.

## Rebellion gegen Ragnvald

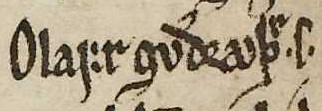
Der Name Olafs in einem Manuskript aus dem 14. Jahrhundert

Olaf zog nach Lewis zurück, doch angesichts seiner weiterhin nur geringen Einkünfte suchte er Verbündete gegen seinen Bruder. Möglicherweise fand er in Norwegen Unterstützung, denn an einem unbekannten Datum berief Bischof Ragnvald, der seit 1217 das Bistum Sodor und Man leitete, die Geistlichen der Diözese zusammen und hob die Ehe von Olaf und Lauon wegen zu naher Verwandtschaft auf. Nach einer anderen Version soll Lauon ihn betrogen haben. Die Aufhebung der Ehe war aber wohl vor allem politisch begründet, denn wenig später heiratete Olaf Christina, eine Tochter des nordschottischen Magnaten Farquhar Mactaggart. Die Frau von Ragnvald wollte die Verstoßung ihrer Schwester nicht hinnehmen. Sie befahl in einem angeblich mit dem Siegel ihres Mannes versehenen Brief ihrem Sohn Godred, der die Insel Skye verwaltete, Olaf gefangen zu nehmen und zu töten. Godred sammelte daraufhin ein Heer und griff 1223 Lewis an. Olaf konnte in einem kleinen Boot von der Insel entkommen und flüchtete zu seinem Schwiegervater Farquhar nach Ross. Farquhar sicherte ihm seine Unterstützung zu, woraufhin Olaf einen Vergeltungsschlag gegen Godred plante. Er verbündete sich mit Pål Balkisson, einem Adligen von der Insel Skye und erfuhr, dass sich sein Neffe mit nur wenigen Kriegern auf 'St Columba’s Isle', einer nicht genau bekannten kleinen Insel bei Skye aufhielt. Mit Hilfe von Farquhar versperrte Olaf Godred den Fluchtweg und nahm ihn gefangen. Angeblich ohne Olafs Zustimmung soll Pål Balkisson dann aber Godred geblendet und entmannt haben.
Ragnvald von Man hatte schon zuvor die Gegnerschaft von Olaf gefürchtet. 1218 oder 1219 schloss er Frieden mit der Regierung, die für den minderjährigen englischen König Heinrich III. die Regentschaft führte. Er reiste selbst nach England, huldigte dem König und zahlte Entschädigungen für Überfälle seiner Untertanen auf englische und auf unter englischer Herrschaft stehende Gebiete in Irland. Im November 1220 befahl König Heinrich III. Geoffrey de Marisco, seinem Justiciar of Ireland, Ragnvald bei der Verteidigung seines Reiches zu unterstützen. Um diese Zeit rebellierten mehrere Häuptlinge auf den Hebriden gegen die norwegische Oberherrschaft. Im Frühjahr 1224 befürchtete man am Hof des schottischen Königs Alexander II., dass ein Feldzug des norwegischen Königs Håkon IV. nach Westschottland unmittelbar bevorstand. Da Olaf aber erfolgreich seine Unabhängigkeit gegenüber seinem Bruder verteidigen konnte und dazu dem norwegischen König gegenüber loyal blieb, entfiel die Notwendigkeit eines norwegischen Feldzugs nach Westschottland. Olaf zwang die Häuptlinge der Hebriden, ihm Geiseln zu stellen und ihn im Kampf gegen Ragnvald zu unterstützen. Mit 32 Schiffen landete er bei Ronaldsway auf der Isle of Man. Ragnvald entschloss sich zu Verhandlungen, in denen vereinbart wurde, dass er den Titel des Königs der Isle of Man sowie die Herrschaft auf der Insel nebst einigen Nebeninseln behielt. Die übrigen Besitzungen der Familie auf den westschottischen Inseln sollten aber als unabhängige Herrschaft an Olaf fallen.

## Übernahme der Herrschaft auf Man und Sieg über Ragnvald
Der 1224 geschlossene Friede zwischen Ragnvald und Olaf war aber nur von kurzer Dauer, denn Ragnvald verbündete sich nun mit Alan, Lord of Galloway, gegen Olaf. Für 1225 planten sie einen gemeinsamen Feldzug, um Lewis und Skye von Olaf zurückzuerobern. Die Bewohner der Isle of Man weigerten sich aber, gegen Olaf oder gegen die Bewohner der Inseln zu kämpfen, so dass der Feldzug abgebrochen wurde. Dann erhob Ragnvald auf Man eine Abgabe, die ihm 100 Mark einbrachte. Angeblich wollte er diese Summe an den englischen König zahlen. Mit dem Geld reiste er jedoch nach Galloway, wo er die Heirat einer seiner unehelichen Töchter mit Thomas, dem unehelichen Sohn von Alan of Galloway vereinbarte. Wahrscheinlich akzeptierte er dabei auch, die Isle of Man nach seinem Tod an Thomas fallen solle. Als die Bewohner von Man hiervon erfuhren, rebellierten sie gegen Ragnvald und baten vor Ende März 1226 Olaf, die Herrschaft auf der Insel zu übernehmen. Daraufhin kehrte Olaf im selben Jahr nach Man zurück und übernahm kampflos die Herrschaft auf der Insel.
Alan of Galloway konnte den schottischen König überzeugen, dass Ragnvald der rechtmäßige Herrscher der Isle of Man war, so dass er die Zustimmung des Königs erhielt, die Insel zu überfallen. Auch der englische König Heinrich III. unterstützte weiterhin Ragnvald. Angesichts von Ragnvalds schwacher Stellung nach seiner Vertreibung von Man versuchte der englische König 1228, einen Frieden zwischen Ragnvald und Olaf zu vermitteln. Olaf schilderte dem englischen König seine Sicht der Dinge und bat ihn, sich beim schottischen König Alexander II. dafür einzusetzen, dass Alan, Lord of Galloway, der ein Untertan des schottischen Königs war, seine Überfälle auf Man einstellen solle. Im April 1228 wurde Olaf freies Geleit zugesichert, damit er nach England reisen und sich dort mit Ragnvald aussöhnen könne. Ob Olaf diese Reise unternommen hat, ist ungewiss. Noch im selben Jahr, als er auf einer Reise zu seinen Besitzungen auf Lewis und Skye war, griff Ragnvald mit Unterstützung von Alan of Galloway und dessen Bruder Thomas, Earl of Atholl die Isle of Man an. Sie plünderten den Südteil der Insel und ließen eine Besatzung zurück, die von den Bewohnern einen Tribut erheben sollte. Dann kehrte Alan mit seinem Heer nach Galloway zurück. Als Olaf nun nach Man zurückkehrte, flüchtete die Besatzung seines Bruders. Im Winter von 1228 bis 1229 unternahm Ragnvald mit Unterstützung aus Galloway einen weiteren Angriff auf Man. Er zerstörte die Flotte von Olaf, die vor der St. Patrick’s Isle ankerte, zog plündernd über die Insel und blieb etwa 40 Tage lang in Ronaldsway, wo er unter den Bewohnern des Südteils der Insel ein Aufgebot sammelte. Olaf hingegen konnte unter den Bewohnern des Nordteils der Insel ein Aufgebot aufstellen. Am 14. Februar 1229 kam es bei Tynwald zur Schlacht zwischen den beiden Heeren. Olaf blieb siegreich, während Ragnvald auf der Flucht getötet wurde.

## Der norwegische Feldzug von 1230 bis 1231
Alan of Galloway setzte nach Ragnvalds Tod den Kampf um Man fort, um die Insel für seinen Sohn Thomas zu erobern. Daraufhin erschien Olaf im Frühjahr 1230 am Hof des norwegischen Königs Håkon IV. Er wollte als König von Man anerkannt werden und bat den norwegischen König dazu um Unterstützung gegen Alan of Galloway. Angesichts der Fehden und Kämpfe auf den westschottischen Inseln hatte der norwegische König bereits zuvor eine Flotte ausgerüstet, um einen Feldzug nach Westschottland zu unternehmen, die Inseln zu befrieden und seine Herrschaft wiederherzustellen. Die Führung der Flotte sollte der von den Hebriden stammende Uspak übernehmen, der auch als Unterkönig auf den Inseln eingesetzt werden sollte. Godred, der in Olafs Gefangenschaft verstümmelte Sohn von Ragnvald, begleitete die Flotte. Dennoch erklärte sich Olaf bereit, ebenfalls an dem Feldzug teilzunehmen. Die norwegische Flotte segelte zunächst zu den ebenfalls unter norwegischer Oberherrschaft stehenden Orkneys, wo sich ihr weitere Schiffe anschlossen. Dann segelte sie über Skye und Islay nach Bute. Dort wurde Uspak bei der Eroberung von Rothesay Castle schwer verwundet. Als Alan of Galloway mit einer Flotte von 200 Langbooten erschien, zogen sich die Norweger zurück. Uspak starb an seinen Verletzungen, worauf Olaf das Kommando über die norwegische Flotte übernahm. Er führte die Flotte nach Man, wo er ohne großen Widerstand wieder die Herrschaft übernehmen konnte. Auf Druck der norwegischen Unterführer musste er aber Godred einen Teil des Königreichs überlassen. Olaf schloss mit Godred eine Vereinbarung, nach der er Man erhalten sollte, während Godred die Inseln Skye und Lewis übernahm. Ohne weitere Kämpfe kehrte die norwegische Flotte im Frühjahr 1231 nach Norwegen zurück, nachdem sie die Oberherrschaft des norwegischen Königs auf den westschottischen Inseln wiederhergestellt hatte. Als Godred unterwegs nach Lewis war, wurde er ermordet. Daraufhin übernahm Olaf die Herrschaft über das gesamte Königreich.

## Letzte Jahre und Tod
Im Sommer 1235 reiste Olaf an den englischen Königshof, um mit Heinrich III. zu verhandeln. Dabei erneuerte er eine Vereinbarung, die bereits Olafs Bruder Ragnvald mit der englischen Regierung geschlossen hatte. Im Gegenzug für die Huldigung gegenüber dem englischen König und für die auf eigene Kosten erfolgende Bewachung der Küsten der Irischen See durch Olaf sollte er aus den englischen Besitzungen in Irland jährlich 40 Mark, 100 Crannocks (alte keltische Maßeinheit) Weizen und fünf Fässer Wein erhalten. Von dieser Vereinbarung blieb seine Loyalität gegenüber dem norwegischen König unberührt. Dieser berief Olaf 1236 nach Norwegen, worauf Heinrich III. während seiner Abwesenheit die Isle of Man und die anderen Besitzungen von Olaf unter seinen Schutz stellte. Noch im April 1237 war Olaf nicht nach Man zurückgekehrt, doch wenige Wochen später starb er in seiner Residenz auf der St Patrick’s Isle vor Man. Er wurde in der St Mary’s Abbey in Rushen auf Man beigesetzt.
Als Herrscher von Man hatte Olaf durchaus pragmatisch gehandelt. Er hatte sich nicht gescheut, bei Bedarf die Könige von Norwegen oder England um Unterstützung zu bitten, doch gleichzeitig versuchte er, eine direkte Oberherrschaft über sein Reich zu verhindern. Solange ihn der schottische König ungestört in seinem Reich herrschen ließ, solange mischte er sich nicht in schottische Belange ein.

## Nachkommen
Olafs erste Frau Lauon soll die Tochter eines Adligen aus Kintyre gewesen sein. Sie war vermutlich eine Tochter von Ragnall von Argyll oder von dessen Sohn Ruairi. Mit seiner zweiten Frau Christina Mactaggert hatte Olaf mindestens vier Söhne:
- Harald Olafsson (um 1223–1248)
- Godred Olafsson († 1237)
- Ragnvald Olafsson († 1249)
- Magnus Olafsson († 1265)

Nach Olafs Tod wurde sein vierzehnjähriger ältester Sohn Harald König von Man. Der mit der Familie verwandte Loughlin versuchte, Harald zu stürzen und an dessen Stelle den jüngeren Sohn Godred zum König zu erklären. Harald konnte aber Loughlin von der Isle of Man vertreiben. Auf der Flucht nach Gwynedd kenterte das Boot von Loughlin und Godred, beide ertranken. Nach dem Tod von Harald 1248 folgten ihm seine Brüder Ragnvald und Magnus nacheinander als Könige von Man nach.